# Loon (toponiem)
Loon is een toponiem, afgeleid van het Germaanse Lauhun dat beboste heuvel betekent.
Het komt onder meer voor in:
- Borgloon
- Graafschap Loon
- Grootloon
- Loon (Drenthe)
- Loon op Zand (voorheen: Venloon)
- Loon (Waalre), een buurtschap in Waalre
- Neerloon
- Overloon
- Hoogeloon, gemeente Bladel